# The Winning Season
The Winning Season é um filme estadunidense de 2009 dirigido por James C. Strouse.

## Elenco
- Sam Rockwell - Bill
- Shareeka Epps - Lisa
- Emily Rios - Kathy
- Rooney Mara - Wendy
- Emma Roberts - Abbie
- Meaghan Witri - Tamra
- Melanie Hinkle - Mindy
- Margo Martindale - Donna
- Rob Corddry - Terry
- Shana Dowdeswell - Molly
- Caitlin Colford - Trish
- Connor Paolo - Damon
- Brian Berrebbi - Steve

## Sinopse
Um ajudante alcoólatra (Sam Rockwell) distante de sua filha tem a oportunidade de ser perdoado quando um velho amigo (Rob Corddry) o contrata como treinador de uma equipe de basquetebol feminino.

## Avaliação
- IMDb : 6,6/10
- Rotten Tomatoes : 52%